# 星海遊俠4 -最後的希望-
《星海遊俠4 -最後的希望-》是由Tri-Ace和史克威尔艾尼克斯共同開發的動作角色扮演遊戲，亦是星海遊俠系列的第四作。本作最初发售于2009年，为Xbox 360平台独占，次年以国际版之名登陆PlayStation 3。遊戲的HD高畫質版本於2017年11月28日在PlayStation 4和Microsoft Windows上發售。

## 游戏玩法
遊戲的戰鬥系統能容納四個成員，並且主要以團隊戰為主。此遊戲還讓玩家能夠操控自己的星艦。此星艦能在至少5個星球上降落。玩家亦可以透過使用曲速穿越“星之海洋”。此遊戲的故事發生在系列傳第一個遊戲《星海遊俠1 初次啟航》幾個世紀前。此遊戲的劇情主要圍繞艾茲和他的船員合力對抗神秘組織“格里戈里”。

## 剧情

### 背景设定
《星海遊俠4 -最後的希望-》發生在架空世界宇宙曆10年（公元2096年）瀕臨毀滅的地球上。約30多年前，統治地球的政權世界共和聯盟與其敵人不斷發生衝突，並最終於公元2064年引發第三次世界大戰。雙方均毫不猶豫地大量使用大规模杀伤性武器，將地球上大部份地區夷為平地。戰爭使地球大受破壞，使人們認為世界末日已來臨。面對為戰爭所摧毀的地球，雙方的領導人只好和解。在戰爭結束後，地球上大部份人口均被戰爭抹殺，而自然生態環境亦以驚人的速度衰退。存活人口被迫生活在禁閉的地下城市，並共同組成了大聯合國。而世界科學技術管理局則負責尋找新的星球供人類居住。公元2087年，特里利亞斯·巴赫坦爾教授成功研發曲速引擎，使宇宙旅行成為事實。同年，人們改用宇宙曆，該年則為宇宙曆0001年。世界科學技術管理局亦秘密地進行空間偵察力量計劃，並打算在宇宙曆0010年派遣第一隊偵察部隊尋找新的星球供人類居住。

## 開發
《星海遊俠4 -最後的希望-》最初於2007年在史克威爾艾尼克斯派對中暫名為《星海遊俠4》，平台未知。2008年，開發團隊於Xbox 360角色扮演遊戲首映日中展示了其Xbox 360版本。在遊戲發佈前一個星期的一個日本Xbox的特殊採訪中，遊戲製作人山岸功典表示他的團隊在完成《星海遊俠 直到時間的盡頭》的開發工作後便立刻進行《星海遊俠4》的開發工作，因此這個遊戲的開發工作持續了5年。山岸功典亦表示此遊戲與《無盡探險》均使用同一種引擎。此遊戲畫面的運行速度為每秒60幀。遊戲的預渲染影片均由tri-Ace和Visual Works合力製作，而角色設計和插圖則由榎波克己負責。
遊戲的音樂由系列音樂製作人樱庭统負責，遊戲的原聲帶《星海遊俠4 -最後的希望- 原聲帶》於2009年3月18日發售。
當山岸功典被問及會否設計PlayStation 3版本的遊戲時，他說：「我們可以說它會是第一個在Xbox 360上發布，而是否發布PS3版本則仍未決定。我們可能會發布它，我們亦可能不會。」。史克威爾艾尼克斯和此遊戲的開發團隊後來表示將不會推出遊戲的PS3版本。在接受記者採訪時，山岸功典指出在製作人的角度來看，Xbox 360擁有「非常良好的硬體」，所以他們決定以Xbox 360作為遊戲的平台。在一個供日本微軟員工和知名博客的遊戲試玩環節中，當人們問出關於《星海遊俠4》在星海遊俠系列中的時間排序時，山岸功典便指出此遊戲為首三個遊戲的前傳。當人們提問tri-Ace會否重製星海遊俠系列的遊戲時，山岸功典則回應他們寧可開發新的續集。

## 發行
遊戲首先於2009年2月19日在日本發售，北美於2009年2月24日發售。2009年9月14日，《Fami通》公佈了《星海遊俠4 -最後的希望-》將推出國際版的消息，其平台為PlayStation 3。國際版本的正式名稱為《星海遊俠4 -最後的希望- 國際版》，並包含日語和英語配音，以及原版沒有的一些附加劇情。《星海遊俠4：最後的希望 國際版》於2010年2月4日發佈。
2017年11月28日遊戲的HD高畫質版本在PlayStation 4和Windows上發售，支援Full HD與4K解析度。

## 評價
《星海遊俠4 -最後的希望-》推出之後普遍獲得媒體的正面評價。在Metacritic上，Xbox 360版本獲得72/100分，PS3版為74/100分，而HD高畫質重製版則得到72/100分。
《Fami通》給予遊戲的總評分為34/40，四位编辑分别给出9/9/8/8。
GameZone的史蒂芬·浩帕（Steven Hopper）給《最後的希望》國際版8.5/10的評分，並指出「由於包含日語語音音軌，因此国际版成了《最後的希望》的终极版本，值得日式RPG粉絲購買。」。
PixlBit給予《最後的希望》國際版4/5的評分，說「若您同时擁有PlayStation 3和Xbox 360，並且想玩《星海遊俠4 -最後的希望-》的终极版本，不用再找了。PlayStation 3版本不需要在游玩时换碟，而Xbox 360版本遊戲則有3张光碟，没有日语配音。最後，PlayStation 3版本遊戲還進行了多種小改進，提高了遊戲體驗。」。
1UP.com則給予《最後的希望》「B-」評級，以及《最後的希望 國際版》「B」評級。1UP的評論員指出「PS3版的《星海遊俠4 -最後的希望-》是一個非常理想的補充。首先，你可以聽到日語語音音軌。其次，你可以調整遊戲中菜單的明亮度，且擁有動漫風格的外觀。」。

### 銷量
遊戲於英國獲得了當週實體銷售第18名。在日本，遊戲在發佈後4天內售出了166,027份，僅次於《藍龍》和《宵星傳奇》。而在總數上，截至2009年3月31日，《星海遊俠4 -最後的希望-》在日本與北美共售出了20萬份。而在全球此遊戲共售出了42萬份。